# Katarina Harrison Lindbergh
Anna Katarina Viktoria Harrison Lindbergh, född 3 mars 1976 i Göteborg, är en svensk författare, frilansredaktör och föreläsare. Hon skriver historisk facklitteratur i ämnen som Vasatiden, samt sagor och myter från historisk tid.  

## Biografi
Katarina Harrison Lindbergh har studier i historia, litteraturvetenskap och nordiska språk bakom sig. Hon debuterade 2011 med boken Vampyrernas historia, ett översiktsverk om myten om vampyrer, från förhistorisk tid till våra dagar.
Hon är utöver författare även föreläsare samt skriver artiklar för populärhistoriska tidskrifter som Populär Historia och Militär Historia.
Katarina Harrison Lindbergh är gift med historieprofessor Dick Harrison. Tillsammans med maken driver hon sedan 2023 podcasten Harrisons dramatiska historia, vilken de beskrivit som en utveckling av de samtal om historia de brukar ha i hemmet.